# Trần Kinh Chi
Trần Kinh Chi (20 tháng 5 năm 1927 – 25 tháng 12 năm 2018) là chính khách Việt Nam, tướng lĩnh Quân đội nhân dân Việt Nam, cấp bậc Thiếu tướng. Ông nguyên là Cục trưởng Cục Bảo vệ & An ninh Quân đội, nguyên Trưởng ban Quản lý Lăng Chủ tịch Hồ Chí Minh, Tư lệnh kiêm Chính ủy Bộ Tư lệnh Bảo vệ Lăng Chủ tịch Hồ Chí Minh, Thứ trưởng Bộ Lao động.
Trần Kinh Chi được Thủ tướng Chính phủ bổ nhiệm làm Trưởng ban Ban phụ trách quản lý Lăng Chủ tịch Hồ Chí Minh theo Quyết định số 395/TTg, ngày 6 tháng 10 năm 1976. Ngày 22 tháng 10 năm 1976, Quân ủy Trung ương bổ nhiệm ông làm Tư lệnh kiêm Chính ủy, Bí thư Đảng ủy Bộ Tư lệnh Bảo vệ Lăng Chủ tịch Hồ Chí Minh.
Năm 1980, ông chuyển ngành sang đảm nhiệm chức vụ Thứ trưởng Bộ Lao động, Thương binh và Xã hội. Năm 1992, ông nghỉ hưu.
Khen thưởng: Huân chương Độc lập hạng Nhất, Huân chương Quân công hạng Nhì; Huân chương Chiến công hạng Nhất; Huân chương Kháng chiến hạng Ba; Huân chương Chiến thắng hạng Nhì; Huân chương Kháng chiến chống Mỹ cứu nước hạng Nhất; Huân chương Chiến sĩ vẻ vang hạng Nhất, Nhì, Ba; Huy chương Quân kỳ Quyết thắng; Huy hiệu 70 năm tuổi Đảng.